# Bowlingkugle
En bowlingkugle bruges til bowling. Den er max. 27 cm i diameter. Der er ingen minimumsdiameter. 
Bowlingkuglen skal være i balance på alle seks sider (top/bund, tommel/fingre, postiv/negativ vægt). Alle bowlingkugler godkendes af USBC (USA's Bowling Kongress) før de må bruges i organiseret konkurrence. 
Produktionen foregår primært i USA. Blandt de mest kendte producenter er Ebonite, Storm, Columbia300, AMF og Brunswick. 
Kuglerne er lavet af plastik som urethan og resin. I de nyeste kugler blandes diamantstøv, glimmer m.fl. 
I kuglerne findes en vægtblok som har til formål at udligne vægtforskellen, der opstår 
efter at kuglen er boret. Dens placering får betydning for, hvordan 
kuglen vil reagere på bowlingbanen. Dvs. at konkurrencebowlere spiller med kugler 
af forskellig indre konstruktion, som har til formål at reagere voldsommere på banen for 
at skabe en større indgangsvinkel i keglerne og derved en større sandsynlighed for at lave 
strikes. Boring samt layout m.m. er et håndværk, som oftest i Danmark udøves af kugleborere i pro shopper i bowlingcentre.